# 135695 Dragomirescu
135695 Dragomirescu è un asteroide della fascia principale interna. Scoperto nel 2002, presenta un'orbita caratterizzata da un semiasse maggiore pari a 2,410371 UA e da un'eccentricità di 0,084761, inclinata di 6,819562° rispetto all'eclittica.
Cristina Dragomirescu è una matematica rumena che applica le sue competenze nei settori delle assicurazioni e dell'analisi dei dati.